# Aqueni

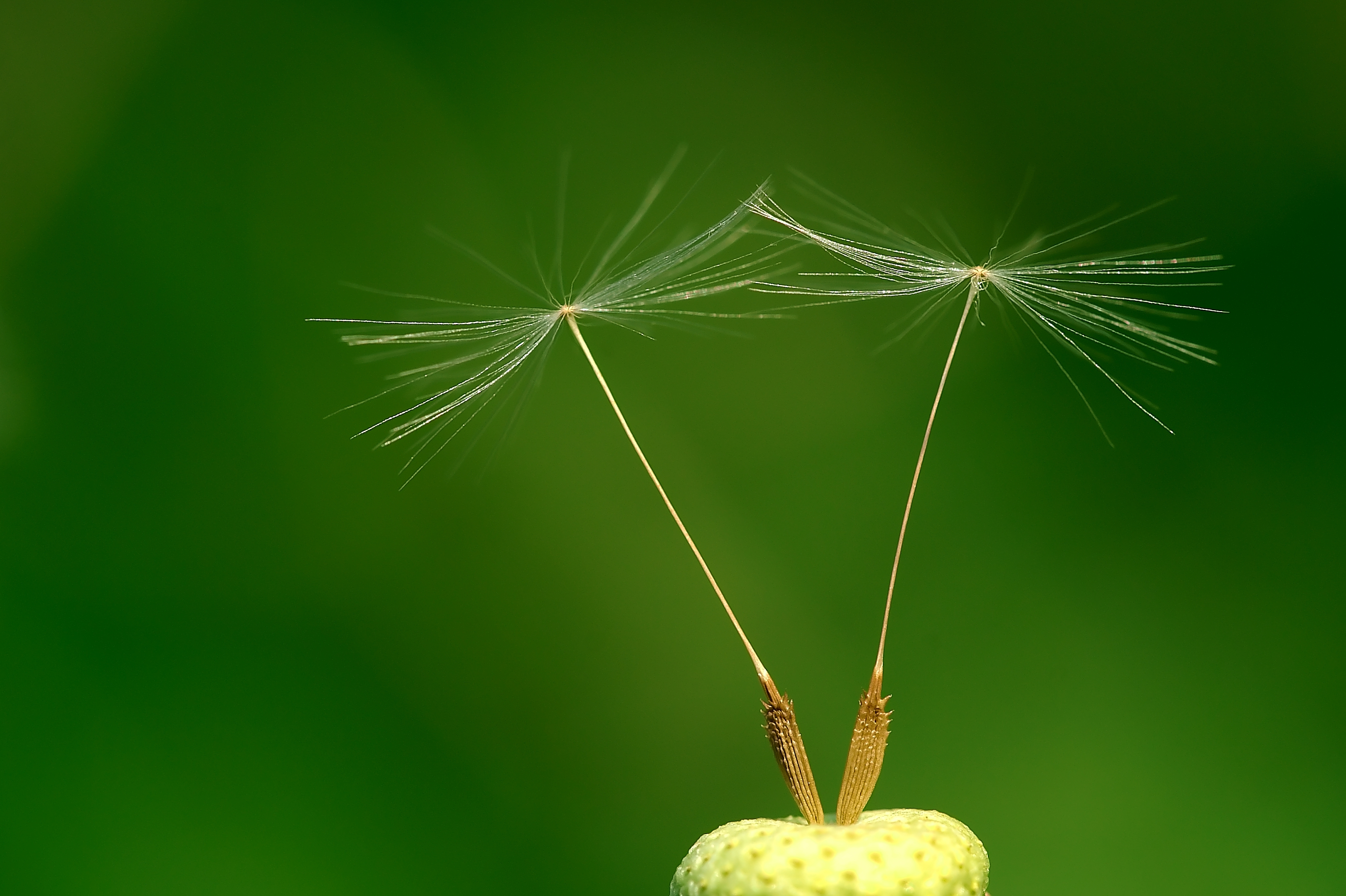
Aquenis de Taraxacum officinale

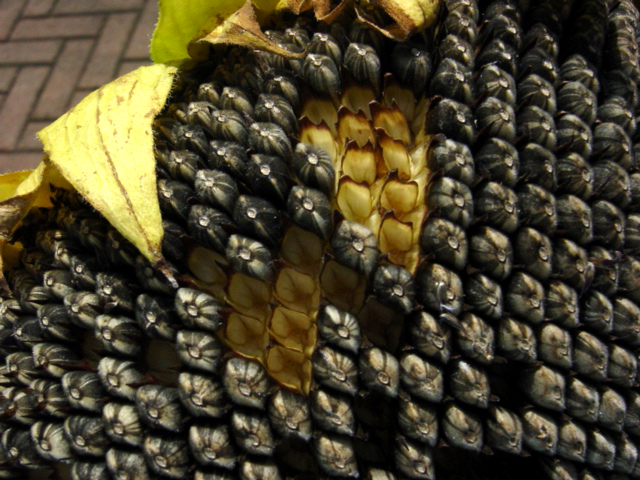
Aquenis de girasol

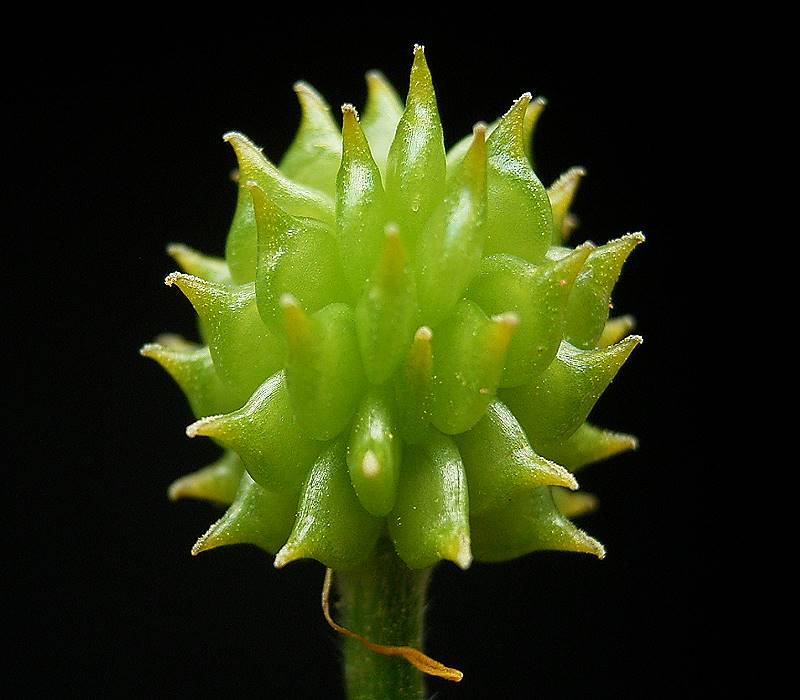
Poliaqueni del botó d'or (ranunculàcies)

Un aqueni és un fruit sec indehiscent amb una sola llavor que no està soldada dins del pericarpi. Generalment reben aquest nom tots els fruits que, reunint les condicions indicades, procedeixen d'un ovari ínfer, com és el cas de la família de les asteràcies o compostes. Un exemple d'aqueni és la pipa de gira-sol, per tant la pipa no és botànicament la llavor sinó el fruit (en aqueni).

## Variants

### Poliaqueni
Quan dos o més aquenis apareixen units formen un poliaqueni. Poliaqueni és un fruit múltiple o col·lectiu compost per petits aquenis. Es tracta d'un fruit pluricarpel·lar, és a dir que cada carpel es converteix en un fruit en forma d'aqueni de tal manera que s'origina un conjunt de fruits monosperms i secs reunits en un receptacle pla, còncau o convex agrupats de manera compacta. És un tipus de fruit típic del gènere Ranunculus de la família de les ranunculàcies.

### Utricle
Un utricle és un aqueni amb ovari pluricarpel·lar i és comú en moltes plantes de la família de les amarantàcies.

## Història
Aquest mot va ser creat pel botànic Noël Martin Joseph de Necker (1730 - 1793) i el va utilitzar per primer cop a la seva obra Elementa botanica de l'any 1790. La seva definició es troba al Corollarium, achena: ab alphabetica littera prima quae vocabulo cheno additur, χαινω, hisco, dehisco, originem trahit.